# Walter Fuchs (Ministerialbeamter)

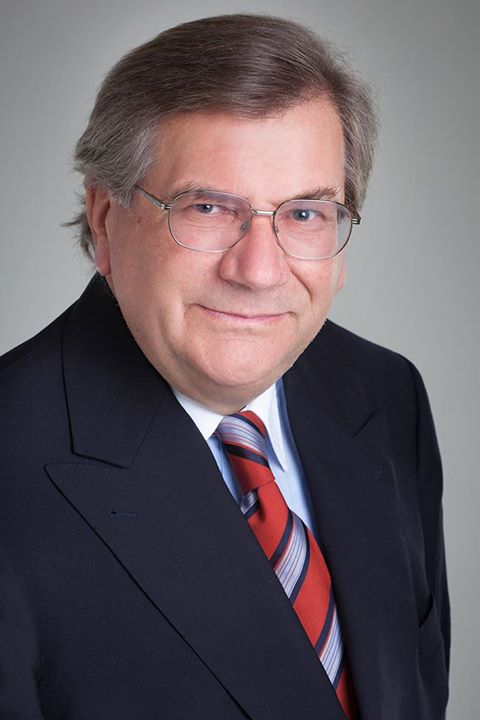
Walter Fuchs (2014)

Walter Rudolf Friedrich Fuchs (* 1. April 1950 in Wien) ist ein österreichischer Jurist und pensionierter Ministerialbeamter.

## Leben
Walter Fuchs lebt seit seiner Geburt in Wien und maturierte 1968 am humanistischen Gymnasium Kundmanngasse in Wien 3. Er ist seit 1966 Mitglied der Verbindung Frankonia Wien im Mittelschüler-Kartell-Verband. Nach seinem Wehrdienst als Einjährig-Freiwilliger (1968/1969) schlug er die Reserveoffizierslaufbahn ein und wurde schließlich als Oberleutnant Ordonnanzoffizier beim Kommando der 3. Jägerbrigade. Ab 1969 studierte er an der Universität Wien und schloss sein Studium, nachdem er 1974 den akademischen Grad Mag. iur. erlangt hatte, 1981 als Doktor der Rechts- und Staatswissenschaften ab.
Von 1974 bis 1979 war er als Verwaltungsjurist bei der Fernmeldebehörde I. Instanz bei der Postdirektion Wien, Niederösterreich und Burgenland tätig und wechselte 1980 ins damalige Bundesministerium für Bauten und Technik zum Bundeshochbau und war Referent bei der obersten Baubehörde. Von 1987 bis 1990 war er Mitglied im Kabinett der Wirtschaftsminister Robert Graf und Wolfgang Schüssel. Seit 1992 ist er Ministerialrat im Bundesministerium für Wissenschaft, Forschung und Wirtschaft, nunmehr Bundesministerium für Arbeit und Wirtschaft in Wien sowie stellvertretender Sektionsleiter, zuständig für die Bereiche Wettbewerbsrecht incl. UWG, Beihilfe (EU)- und Preisauszeichnungsrecht. Hier war er Leiter der Europreiskommission zur Vorbereitung und Begleitung der Euroeinführung in Österreich 2002 sowie Mitglied der Arzneimittelpreiskommission nach dem Preisgesetz, zuletzt hat er die sog. Spritpreisverordnung vorbereitet und deren erfolgreiche Verteidigung beim Verfassungsgerichtshof (Österreich) 2010 und 2013 veranlasst.
Für die Personalvertretung war er zunächst als Verteidiger in Disziplinarverfahren und ab 2000 als Mitglied bzw. ab 2002 als stv. Vorsitzender der Disziplinarkommission und oftmals auch als Vorsitzender der Personalvertretungswahlkommission im Wirtschaftsministerium tätig.
1983 begann im Rahmen der Erwachsenenbildung seine Tätigkeit als Vortragender und Prüfer an der Verwaltungsakademie des Bundes (bis 2006). Seit 1994 gibt er private Kurse für öffentliches Recht als Vorbereitung für die Rechtsanwaltsprüfung (Juristenausbildung in Österreich) bzw. ist er als Vortragender in diesbezüglichen Vorbereitungskursen tätig und zwar bis 2010 bei den Rechtskursen Faulhaber, seit 2012 an der österreichischen Anwaltsakademie (AWAK) und von 2013 bis 2021 an der Akademie für Recht und Steuern (ARS) in Wien.
Er wirkte am Aufbau der unabhängigen Bundeswettbewerbsbehörde (BWB) und Vergabekontrollbehörden (Bundesvergabeamt als Vorläufer des nunmehrigen Verwaltungsgericht des Bundes) in Österreich 1995 und 2002 mit. Fuchs war auch mit Helmut Pechlaner federführend an der Ausgliederung von Tiergarten Schönbrunn und Schloss Schönbrunn unter Bundesminister Wolfgang Schüssel 1992 beteiligt. Er war Aufsichtsratsmitglied der Schönbrunner Tiergarten Schönbrunn Gesellschaft m.b.H. zwischen 1992 und 2012. Von 2014 bis 2019 war er fachkundiger Laienrichter beim Verwaltungsgericht des Bundes für den Bereich Vergabekontrolle und Personal.
Mit dem Volkswohnungswesen (insbesondere gemeinnütziger Wohnbau) war er seit 1988 betraut: Er war an der sog. Verländerung der Wohnbauförderung 1988 (Übertragung von Zuständigkeiten im Volkswohnungswesen vom Bund an die Länder) beteiligt. Bei der Weiterentwicklung des Rechts für die gemeinnützigen Wohnbauträger im Rahmen des Wohnungsgemeinnützigkeitsgesetzes, deren legistische Vorbereitung zu den Aufgaben seines Bereiches im Wirtschaftsministerium gehörte, erreichte Österreich mittlerweile eine international anerkannte Position.
Er war von 2003 bis 2015 Kuratoriumsmitglied des Kaiser Franz Joseph I. Jubiläumsfonds für Werkstättengebäude und Volkswohnungen in Wien. Dabei war er als Vorsitzender der Bundeskurie statutengemäß jeweils zweimal für drei Jahre Vorsitzender bzw. stellvertretender Vorsitzender des Gesamtkuratoriums des Fonds. In der Funktionsperode 2013–2015 erfolgten unter seinem Vorsitz die Planungen und Vorbereitungen für den mittlerweile erfolgreich abgeschlossenen Ankauf von historischen Werkstättengebäuden auf dem Areal des ehemaligen Gaswerk Leopoldau im 21. Wiener Gemeindebezirk.
Anlässlich des Übertritts in den Ruhestand mit Ablauf des Jahres 2015 wurde Fuchs die Verwendungsbezeichnung Sektionschef anstelle Ministerialrat verliehen. Beim österreichischen Bundesheer ist er Oberleutnant der Reserve und wurde am 31. Dezember 2015 außer Dienst gestellt.
Walter Fuchs ist ein direkter Nachfahre des Sängers und Musikforschers Aloys Fuchs. Seine Eltern sind Walter Fuchs (1915–1988) und Adelheit Fuchs (1917–2017) geb. Stella aus Niederabsdorf. Er ist seit 1978 mit der Musikwissenschaftlerin Ingrid Fuchs, pensionierte stellvertretende Direktorin des Archivs der Gesellschaft der Musikfreunde in Wien verheiratet. Das Ehepaar lebt nun in Wien-Hietzing und hat zwei Kinder: Veronika Fuchs-Gorfer geb. 1984 und Andreas Fuchs geb. 1987.

## Auszeichnungen
Vom österreichischen Bundespräsidenten verliehene Ehrenzeichen:
- Großes Silbernes Ehrenzeichen für Verdienste um die Republik Österreich 2003[1]
- Großes Ehrenzeichen für Verdienste um die Republik Österreich 1997[1]
- Silbernes Ehrenzeichen für Verdienste um die Republik Österreich 1987

Sonstige Auszeichnungen:
- Wehrdienstzeichen 3. Klasse
- Wehrdienstmedaille in Gold
- Goldenes Ehrenzeichen des Landes Steiermark 2007
- Silbernes Ehrenzeichen des Landes Salzburg 1996
- Großes Ehrenzeichen in Gold des österreichischen Verbands Gemeinnütziger Bauvereinigungen
- Ehrenmedaille des Fachverbands UBIT – Wirtschaftskammer Österreich

## Publikationen
- Gesetzliche Regelungen über Baustoffe im Krisenfall (= Schriftenreihe der Forschungsgesellschaft für Wohnen, Bauen und Planen. Band 99). Wien 1983.
- mit Anton Zeissl: Reformatorische Überlegungen zum baurechtlichen Nachbarschutz. In: Juristische Blätter. 1984, 25.
- mit Klaus Lugger: Wohnungspolitische Vorschriften in Österreich von 1782–1942. Manz Verlag, Wien 2008, ISBN 978-3-214-14338-1. Download
- mit Alexander Mickel: Ausgewählte Aspekte des Verhältnisses der Qualität der Normsetzung zu ihrem Umfeld. In: Walter Fuchs, Wolfgang Krebs, Michael Sachs (Hrsg.): Veränderungen in Wirtschaftspolitik. Edition Atelier Sachbuch, Wien 2004, ISBN 3-902498-00-5.
- mit Gregor Lebschik: Die Abkürzung im juristschen Sprachgewirr – der gemeinschaftsrechtliche Turmbau zu Brüssel. In: Fuchs, Mickel, Schätz, Udolf-Strobl: Wirtschaftspolitische Gedankensplitter (Ausgewählte Aspekte zur EU-Präsidentschaft Österreichs 2006). Edition Atelier Sachbuch, Wien 2005, ISBN 3-902498-07-2.
- mit Alexander Mickel: Wie alles begann: Die Wurzeln der modernen gemeinnützigen Wohnungspolitik. In: Die österreichische Gemeinnützigkeit – ein europäisches Erfolgsmodell – Festschrift für KR Helmut Puchebner; Klaus Lugger, Michael Holoubek (Hrsg.). Manz Verlag, Wien 2008, ISBN 978-3-214-00741-6
- mit Heinz Handler: Bürgernahes Wirtschaftsrecht – Eine Utopie. Wien 2000, ISBN 3-901676-24-4.Download
- Festschrift Heinz Handler: Wirtschaftsstandort Österreich, Von der Theorie zur Praxis. Wien 2001, ISBN 3-901676-27-9.Download
- Anforderungen an Regulierungsbehörden. In: Dieter Neumann-Spallart (Hrsg.): SOS im Regelwald. Signum Verlag, Wien 1996, ISBN 3-85436-208-0.
- Nationaler Rechtsrahmen für die Verbraucher in der Umstellungsphase der Euro-Einführung. In: Frauwallner: Der Euro. Wien 1999, ISBN 3-901676-20-1. Download
- mit Theodor Taurer: Das neue Euro-Währungsangabengesetz (EWAG). Verlag Wirtschaftskammer Österreich, Wien 1999.
- als Hrsg.: Euro – Währungsangabengesetz (EWAG). BgBl. I Nr. 110/1999. Text, Erläuterungen und Kommentar. (April) 2001, ISBN 3-901676-29-5.Download
- Pioniere des Sozialen Wohnbaus: Der Kaiser Franz Joseph I. Jubiläumsfonds für Werkstättengebäude und Volkswohnungen in Wien. siehe auch Jubiläumswerkstättenhof. In: Österreichischer Verband gemeinnütziger Bauvereinigungen – Revisionsverband, Österreichischer Mieter-, Siedler- und Wohnungseigentümerbund und Mietervereinigung Österreichs (Hrsg.): Gemeinnützige Wohnungswirtschaft im Wandel. Wien 2012, ISBN 978-3-200-02854-8.
- mit Christian Zenz: Der Bundes-Sanierungsscheck. In: Amann, Pernsteiner, Struber (Hrsg.): Wohnbau in Österreich in europäischer Perspektive. Wien 2014, ISBN 978-3-214-03465-8.
- mit Wolfgang Amann (Hrsg. 2023): Ceterum Censeo, Beiträge von Helmut Puchebner zur Wohnungspolitik in Österreich 2004–2022. Download
- als Hrsg.: Beiträge zur Wiener Postgeschichte von Walter Fuchs sen. Wien 2023. Online